# FN:s befolkningsfond
FN:s befolkningsfond, på engelska: United Nations Population Fund, tidigare United Nations Fund for Population Activities, är ett FN-organ som arbetar med sexuell och reproduktiv hälsa i fler än 150 länder. FN:s befolkningsfonds arbete ska syfta till alla kvinnors, mäns och barns rättigheter att kunna leva hälsosamma liv. FN:s befolkningsfonds officiella verksamhetsmål och vision är att varje graviditet ska vara önskad, varje födsel ska vara säker, varje ung person ska kunna uppnå sin fulla potential och att varje flicka och kvinna ska behandlas med värdighet och respekt. FN:s befolkningsfond stödjer även länder som använder sig av befolkningsstatistik för att utforma policies och program.
FN:s befolkningsfonds verksamhet startade 1969, ett år efter FN:s internationella konferens om mänskliga rättigheter. Vid konferensen slogs det fast att alla föräldrar ska ha rätt att själva bestämma hur många barn de vill ha, när de önskar att skaffa barn och hur lång tid de vill ska gå mellan barnens födelse. Mandatet och arbetet grundar sig på detta ställningstagande.

## Mandat

### Sexuell och reproduktiv hälsa
Alla människor har rätt till god sexuell och reproduktiv hälsa. För att ha möjlighet att upprätthålla sin sexuella och reproduktiva hälsa behöver människor tillgång till information samt en säker och effektiv preventivmedelsmetod som de själva ska ha möjlighet att välja. Inom ramen för FN:s befolkningsfonds arbete med sexuell och reproduktiv hälsa ingår också att bland annat jobba för en säker mödravård, mot hiv/aids och för att det ska finnas välutbildade barnmorskor där ett behov finns.

### Befolkning och utveckling
FN:s befolkningsfond är världens största multilaterala sponsor av program som arbetar med befolknings- och reproduktionsfrågor. Världens befolkning uppmäter över 7,6 miljarder människor och denna siffra stiger kontinuerligt, vilket innebär stora påfrestningar för många låginkomständer som står för en stor majoritet av den totala tillväxten. Tillväxten sker framförallt i städer. FN:s befolkningsfond hjälper länder att samla information om befolkningsdynamik för att länderna sedan ska kunna ta fram policydokument och möta de utmaningar som kommer i och med en ökad befolkningstillväxt.

### Jämställdhet
FN:s befolkningsfond arbetar aktivt för jämställdhet. Centralt i arbetet med att stärka kvinnors rättigheter och möjligheter är att inkludera män och pojkar. Jämställdhet kan inte uppnås utan att också män och pojkar blir engagerade i dessa frågor. FN:s befolkningsfond arbetar mot skadliga traditioner såsom kvinnlig könsstympning. Könsstympning av flickor är ett brott mot de mänskliga rättigheterna.

### Ungas möjlighet till utveckling
Inom ramen för FN:s befolkningsfonds mandat ligger också att jobba för att unga ska ha möjlighet att uppfylla sin fulla potential. FN:s befolkningsfond arbetar för att unga flickor som blir gravida ska få det stöd och den hjälp som krävs eftersom unga gravida flickor ligger i riskzonen för att hamna i ekonomiskt och socialt utanförskap. FN:s befolkningsfond jobbar för att dessa flickor ska ha möjlighet att återvända till skolan . Vidare arbetar FN:s befolkningsfond aktivt mot barnäktenskap. Barnäktenskap utgör ett brott mot de mänskliga rättigheterna enligt barnkonventionen, det kan allvarligt skada utsatta flickors hälsa och framtidsutsikter.